# Bernd Delbrügge
Bernd Delbrügge (* in Minden) ist ein deutscher Saxophonist, Bandleader, Komponist, Musikproduzent und Fotograf.

## Leben

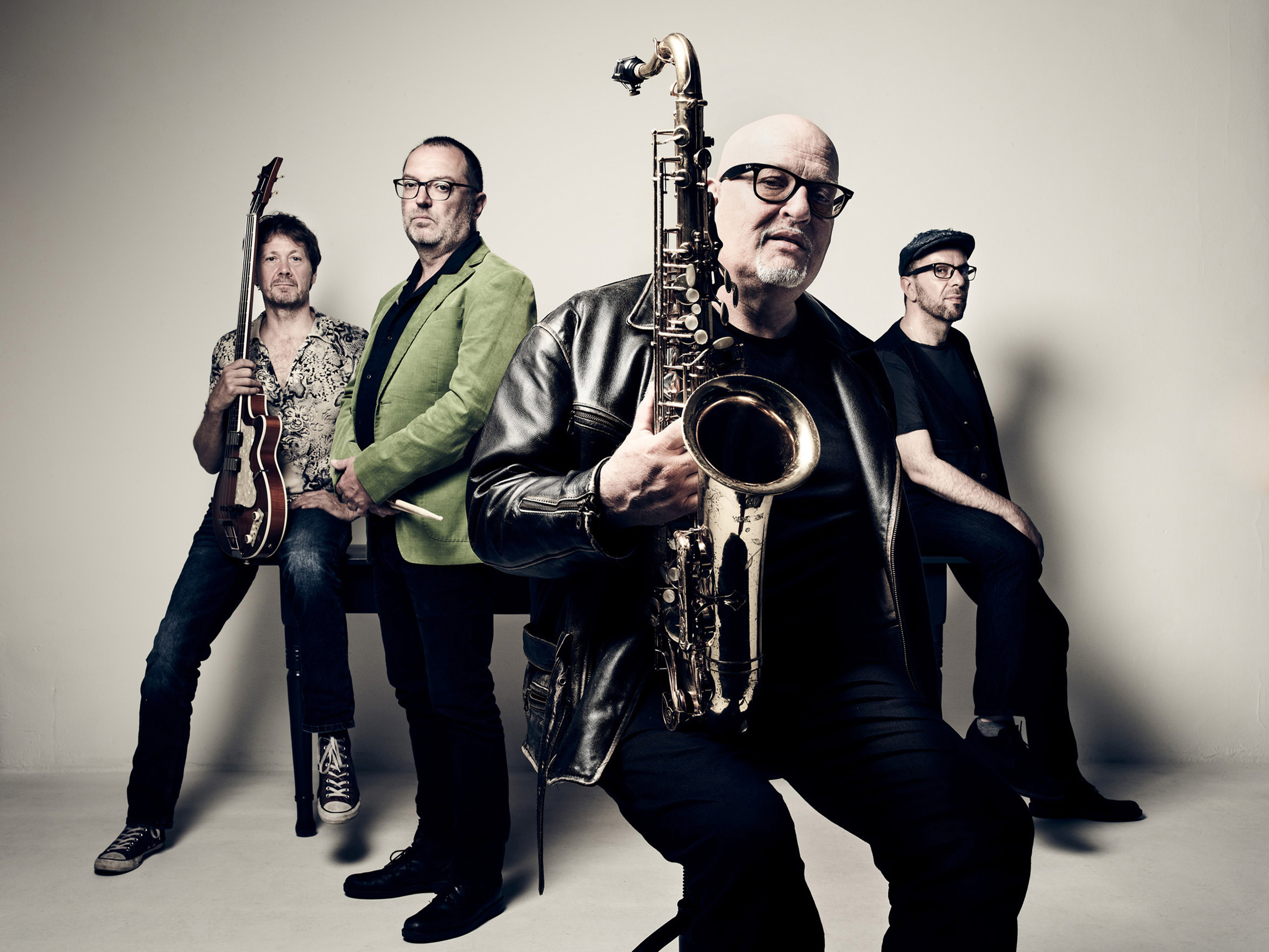
Delbruegge Band

Delbrügge legte das Abitur am Städtischen Gymnasium Petershagen ab und nennt als größte musikalische Einflüsse seiner Jugend Künstler wie James Brown und die Musikgruppe Can. Nach einer Ausbildung als Schreiner lebt er seit 1983 in Köln, wo er Gasthörer an der Musikhochschule Köln war, unter der Leitung von Jiggs Whigham und Michael Villmow in der Big Band der Rheinischen Musikschule spielte und Saxophonunterricht bei Andreas Kaling, Wollie Kaiser und Roger Hanschel nahm.
Als Mitglied des "Intermission Orchestra" von Frank Köllges nahm er an der Eröffnung der Documenta 8 teil. 1989 gründete er die 12-köpfige Soulband "Soulcats". Anfang der 90er Jahre spielte er in der Kölner Band "Viva la Diva", mit der er sich 1992 und 2012 an Arsch huh, Zäng ussenander, einer Aktion gegen Rechtsextremismus, beteiligte.
1994 war er als Saxophonist und Bandleader der ersten RTL Nachtshow Staffel mit Thomas Koschwitz tätig. 1995 produzierte er eine Staffel von Anmoderationsmusiken und Jingles für den TV-Sender ProSieben, sowie 1997 die Titelmusik der ZDF Infotainment Sendung "Hauser & Kienzle u. die Meinungsmacher".
Im Ullstein Verlag erschien 1999 sein Roman The Show Must Go On, ein satirischer Kriminalroman, in dem er seine Erfahrungen mit dem Mediengeschäft verarbeitete. Parallel dazu erschien sein Album Music For Unknown Movies (Westpark Music). Auf einer Lesereise durch Jazzklubs und Buchhandlungen stellte Bernd Delbrügge Buch und CD vor.
Bernd Delbrügge spielte unter anderem mit Bobby Byrd, Dr. Feelgood, Guildo Horn, Nina Hagen, Albie Donnelly, Gerd Köster und Ingolf Lück. Darüber hinaus wirkte er bei Platten- und Fernsehproduktionen mit. Seit 2003 tritt er mit der Loungejazz-Formation "floorJIVERS" auf, deren Gründer und Bandleader er ist. Das Debüt-Album e-STYLEZ wurde 2006 die CD der Woche auf WDR 5 (jazz twenty 5). Weitere CD-Produktionen mit den floorJIVERS erschienen in den Jahren 2009 (blue-TRAXS) und 2014 (Songbook).
Zusammen mit Albrecht Koch bildete er von 2013 bis zu dessen Auflösung 2017 das "Madame Pomsky Orchester". Das Orchester spielte – vom Klangbild der 50er und 60er Jahre beeinflusst – eigenkomponierte deutschsprachige Titel, die von den beiden Protagonisten "Chansons noir" genannt wurden. Zusammen mit BAP-Bassist Werner Kopal formierte er im Jahr 2014 die "Soulcats" neu. Seit 2016 unterhält er das "Delbruegge Duo".
Mit der "Delbruegge Band" spielt er seit 2018 einen Stilmix aus Soul-Jazz, Boogaloo und R´n´B. Bernd Delbrügge verortet die Musik seines Quartetts "irgendwo zwischen Duke Ellington, Tom Waits und Clärchens Ballhaus". 2021 nahm die Band im Studio des Leverkusener Produzenten Dirk Baldringer in einem komplett analogen Aufnahmeverfahren ihr Debütalbum Analogue Souls auf. An den Aufnahmen waren u. a. die Gitarristen Buddy Sacher (Ars Vitalis) und Roger Schaffrath (Wolf Maahn) sowie die Klarinettistin Susanne Weidinger beteiligt. Auf dem Album tritt Delbrügge auch als Sänger in Erscheinung.
Analogue Souls erschien am 29. April 2022 als 180 gr. Vinyl-Pressung auf dem Kölner Label Westpark Music, ebenfalls auf Westpark Music erschien im Jahr zuvor Saxual Freedom, eine Best-of Kompilation seiner Aufnahmen von 1995 bis 2020. Darunter befinden sich auch bislang unveröffentlichte Titel, u. a. mit der Kölner Sängerin Christina Lux.
Bernd Delbrügge betätigt sich auch als Fotograf.

## Diskographie
- Soulcats: "Live" (1991 / Westpark Music)
- Viva la Diva: "Schön Geil & Liebenswert" (1992 / Freistil Records)
- Soulcats: "The Return Of The Inflatable Soulcats" (1993 / Westpark Music)
- Viva la Diva: "Kopf oder Zahl" (1996 / Freistil Records)
- Knaller und die Herren: "Music For Unknown Movies" (1999 / Westpark Music)
- Knaller Allstars: "Live" (1999 / MP Records)
- floorJIVERS: "e-STYLEZ" (2006 / Westpark Music)
- floorJIVERS: "blue-TRAXS" (2009 / Westpark Music)
- Bernd Delbrügge & floorJIVERS: "Songbook" (2014 / Westpark Music)
- Bernd Delbrügge: "Saxual Freedom" (2021 / Westpark Music)
- Delbruegge Band: "Analogue Souls" (2022 / Westpark Music)

## Veröffentlichungen mit floorJIVERS auf Compilations

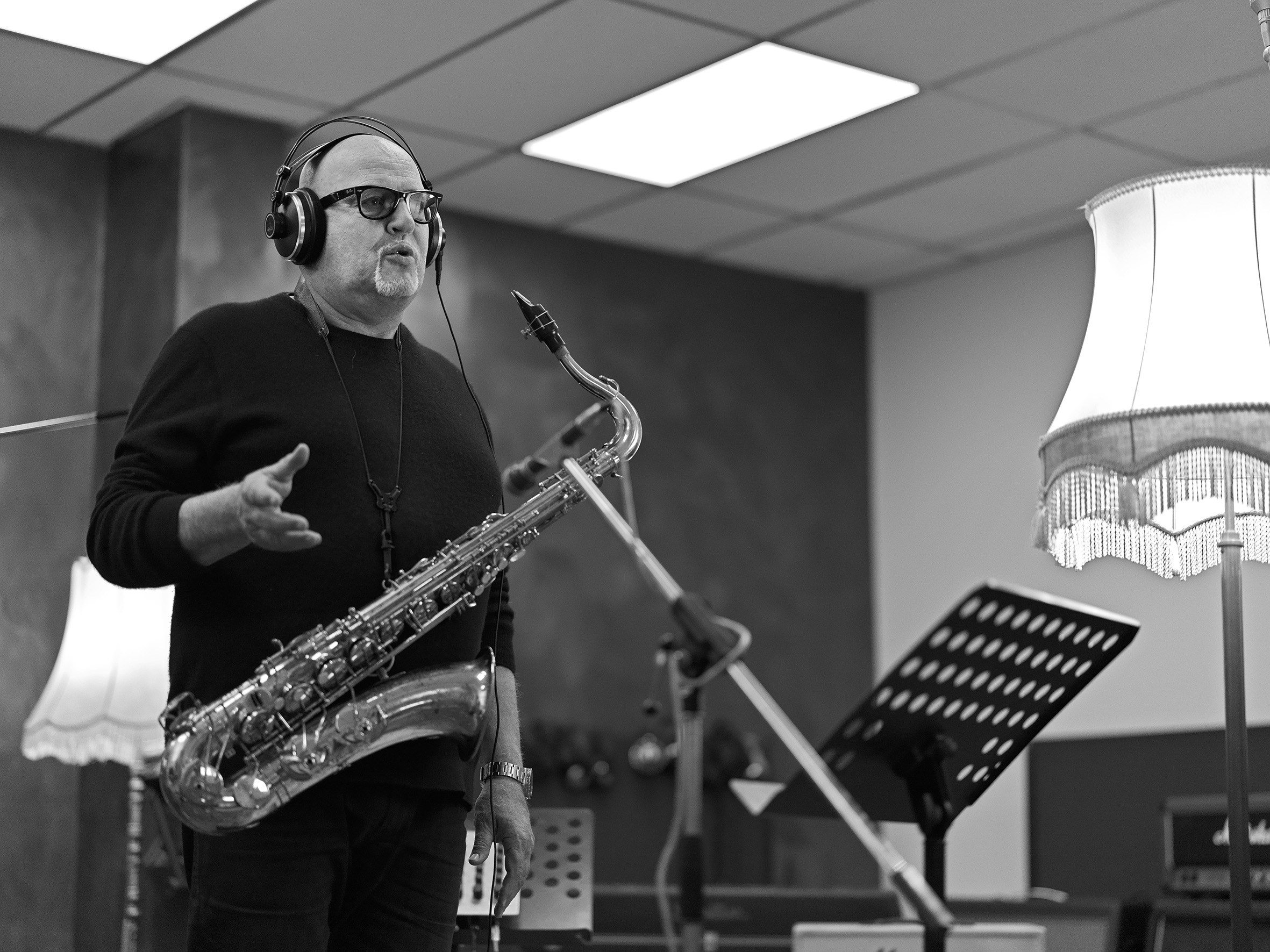
Bernd Delbrügge im Tonstudio

- APART Lounge Music (compiled by Wavemusic)
- Azul Musik zum Kaffee (compiled by Wavemusic)
- Big Sur Formentera (compiled by DJ Sin Plomo)
- Balearic Islands Sundown Sessions Vol. III (compiled by Paul Lomax)
- Carpe Diem (compiled by Carlos Mendez)
- Dedon Möbel (compiled by Wavemusic)
- Dorint Hotel (compiled by Wavemusic)
- Easy Beats Vol. II (Wavemusic)
- Feinkost Käfer Vol. III (compiled by Wavemusic)
- Go with the Flow Bausch & Lomb (compiled by Wavemusic)
- Ibiza Most Wanted 2007 Island Vol. III (compiled by Paul Lomax)
- Klassik Lounge Vol. IV (compiled & mixed by DJ Jondal)
- Klassik Lounge Vol. V (compiled & mixed by DJ Jondal)
- PEJ Trendconsulting (compiled by Wavemusic)
- Salinas Beach Sessions 07 Ibiza (compiled by DJ Sin Plomo)
- Sa Trinxa Chill Session Cd1
- Savoy Hotel (compiled by Wavemusic)
- Sencar (compiled by Wavemusic)
- Sencar (compiled by Wavemusic)
- Wonnemeyer Dance on the Beach (compiled by DJ Jondal)
- Wonnemeyer Wonderland Sunset (compiled by DJ Jondal)
- Wonnemeyer from Spain to India (compiled by Rüdiger Meyer)

## Buchveröffentlichung
- The Show Must Go On (Ullstein Verlag 1999 ISBN 3-548-31230-6)